# Sargus rufifrons
Sargus rufifrons är en tvåvingeart som först beskrevs av Pleske 1926.  Sargus rufifrons ingår i släktet Sargus och familjen vapenflugor. Inga underarter finns listade i Catalogue of Life.